# Ernie McCullough
Ernie McCullough, född 3 december 1925, död 21 juli 2015, var en friidrottare från Kanada. Han deltog vid olympiska sommarspelen 1948.